# Логановский, Николай Николаевич
Николай Николаевич Логановский (8 (20) марта 1856, Санкт-Петербург — 18 (31) марта 1917, Санкт-Петербург) — российский виолончелист.

## Биография
Родился в Санкт-Петербурге 8 (20) марта 1856 года.
Начал учиться музыке в качестве певчего Придворной капеллы, там же занимался виолончелью под руководством К. К. Маркc-Маркуса. В 1870 году после мутации голоса покинул капеллу и в 1872—1878 гг. (с перерывами) учился в Санкт-Петербургской консерватории в классе К. Ю. Давыдова.
По причине материальных затруднений с 1876 года начал играть в различных оркестрах и в 1878 году поступил в штат Мариинского театра без получения консерваторского диплома. Играл в оркестре до 1907 года; с 1885 года (после ухода из коллектива А. В. Вержбиловича) солировал в балетных спектаклях. Д. И. Лешков указывал:
В оркестре Мариинского театра был один хотя и рядовой оркестрант, но чудный виолончелист Логановский. Трезвый, он положительно ничем не выделялся от своих семи товарищей, но, пьяный, давал такой тон в своих solo, что у публики навёртывались слёзы. И вот в прощальный бенефис Кшесинской, где шла 2-я картина «Лебединого озера» со знаменитым дуэтом Ауэра и Логановского, Кшесинской сообщили, что Логановский трезв, как стёклышко монокля. Кшесинская вызвала к себе в уборную Р. Дриго и умоляла его, ради её бенефиса, дать Логановскому нужную дозу коньяку. Дриго, сам трезвенник, преследовавший пьянство в оркестре и нещадно штрафовавший музыкантов, был в крайнем затруднении, но мольба самой Кшесинской была слишком реальна, и Дриго послал оркестрового курьера в буфет за бутылкой мартеля и плиткой шоколада. Когда Логановского привели в маленькую дирижёрскую, то он попятился от Дриго как от чёрта. И бедному маэстро, такому врагу пьянства, пришлось уламывать Логановского, как ребёнка, выпить за здоровье бенефициантки. Логановский взъерошил свою громадную шевелюру, посмотрел на Дриго и мрачно выпил один за другим 3 чайных стакана, закусывая их крошечными кусочками шоколада… и играл в этот вечер как бог. Случай этот рассказал мне впоследствии сам Дриго.
Нервный характер Логановского не позволил ему развить карьеру солиста, хотя изредка он всё же выступал в этом качестве — в частности, став 31 октября 1887 года первым исполнителем «Двух пьес для виолончели и фортепиано» (Op. 36) Цезаря Кюи и «Мелодии» Сигизмунда Блуменфельда. В наибольшей степени, однако, Логановский приобрёл известность как участник струнного квартета завоевавшего признание во второй половине 1880-х гг. — вместе с П. П. Пустарнаковым, К. Э. Эрбом и Б. К. Гейне.
Л. С. Гинзбург приводит свидетельства высокой оценки дарований Логановского Кюи, С. В. Рахманиновым, А. В. Оссовским.
Умер 18 (31) марта 1917 года.